# Misano World Circuit Marco Simoncelli
Il Misano World Circuit Marco Simoncelli (già Circuito Internazionale Santamonica fino al 2006 e solamente Misano World Circuit dal 2006 al 2012) è un circuito motociclistico situato nel comune italiano di Misano Adriatico, in provincia di Rimini, precisamente nella frazione di Santa Monica e vicino al bacino del Conca. È intitolato alla memoria di Marco Simoncelli, pilota motociclistico italiano deceduto nel 2011.
A partire dalla stagione motoristica 1991 Misano ospita su questo tracciato la tradizionale gara del campionato mondiale Superbike, dal  2007 il Gran Premio di San Marino e della Riviera di Rimini del motomondiale e dal 2024 ospita l'E-Prix di Misano della Formula E; nel 2020 e nel 2021 ha eccezionalmente ospitato anche il Gran Premio motociclistico dell'Emilia Romagna e della Riviera di Rimini, valevole anch'esso per il motomondiale.

## Storia del circuito

La partenza di una manche del campionato mondiale Superbike 1991 a Misano Adriatico

L'idea di costruire un circuito in questo lembo di pianura romagnola così legata al mutor, prende il via nei primi anni sessanta. Disegnato e realizzato sotto l'egida di Enzo Ferrari da un tecnico quale l'ingegner Cavazzuti, i lavori iniziarono nel 1970; il 4 agosto 1972 venne collaudato, per aprirsi ufficialmente alle gare due giorni dopo: i giornali dell'epoca diedero un ottimo giudizio su quest'impianto. I nomi assegnati alle curve: bruta pela in dialetto, la curva del Tramonto, della Quercia, del Carro, entrarono con familiarità nei discorsi degli appassionati.
A partire dal 1980 e fino al 1993 ha ospitato alcuni Gran Premi motociclistici validi dapprima come Gran Premio motociclistico delle Nazioni, dal 1985 al 1987 come Gran Premio motociclistico di San Marino ed infine come Gran Premio motociclistico d'Italia, alternandosi nel primo e terzo caso con i circuiti di Monza, Imola e del Mugello. L'ultima edizione nel 1993 culminò con il terribile incidente accaduto al pilota statunitense Wayne Rainey all'uscita dal curvone Misano, che pose fine alla carriera agonistica del 3 volte campione del mondo della classe 500. Il circuito ospitò anche la prima e la quinta puntata dell'edizione 1988 di Giochi senza frontiere.
Dopo l'improvvisa e tragica scomparsa di Marco Simoncelli, rimasto vittima di un incidente mortale il 23 ottobre 2011 durante il Gran Premio motociclistico della Malesia, tifosi ed appassionati hanno portato avanti l'idea di intitolare la pista di Misano alla memoria del pilota italiano (il quale era nativo di Cattolica e viveva a Coriano, località a pochi chilometri di distanza dalla pista). Il 2 novembre 2011 il consiglio di amministrazione di Santamonica S.p.A., proprietaria del tracciato, ha deciso di accogliere la richiesta e di associare il nome del circuito romagnolo a quello di Simoncelli. Il cambio di denominazione è stato ufficializzato il 9 giugno 2012, in occasione del Gran Premio di Superbike di San Marino.

## Modifiche al tracciato
Dall'anno della sua inaugurazione fino ai nostri giorni il circuito subì numerosi interventi. Inizialmente il circuito aveva una lunghezza di 3.488 m e dotato di piccoli box all'aperto. Il primo grande stralcio di lavori di modifica vi fu nel 1993 quando si diede avvio all'allungamento del tracciato portandolo da 3.488 m a 4.060 m: il circuito diventa così utilizzabile in due versioni corta e lunga. Nello stesso anno si diede anche avvio alla costruzione della nuova palazzina box dotata di più moderne tecnologie e comfort adeguati ai tempi.
Tra il 1996 ed il 1997 viene completato il secondo stralcio di realizzazione dei nuovi box, ampliata per circa il doppio rispetto a quella del 1993. Nel 1998 ci fu l'estensione a circa 40.000 m2 della zona paddock. Nel 2001 sono state realizzate delle nuove tribune all'altezza della curva del carro per un totale di 5.000 persone (in occasione del Gran Premio del 2007 sono state ribattezzata tribuna A e B). Nel 2005 si sono conclusi i lavori di realizzazione di un nuovo accesso al circuito, che cambia denominazione da Via del Carro, 33 a Via Daijirō Katō, 10 in memoria del giovane pilota giapponese scomparso tragicamente durante una gara del motomondiale, e che amava soggiornare nella frazione turistica di Portoverde dello stesso comune di Misano Adriatico.
In occasione del ritorno del mondiale di motociclismo nel circuito Santamonica sono state effettuate importanti e radicali modifiche. Prima su tutte l'inversione del senso di marcia che è passato da antiorario ad orario con 8 curve a destra e 5 a sinistra, l'allungamento del circuito a 4.180 m (nella zona dove era già stato precedentemente allungato nel 1993), l'allargamento della pista a 14 metri, l'eliminazione della variante nella zona in prossimità della curva del circuito corto bruta pela, la costruzione di due nuovi lotti di tribune (denominate tribune C e D) che hanno portato la capacità del circuito a circa 52.000 persone, oltre ad altre numerose modifiche in fatto di sicurezza, nonché l'intera copertura wireless su tutto il circuito avvenuta nel 2007.

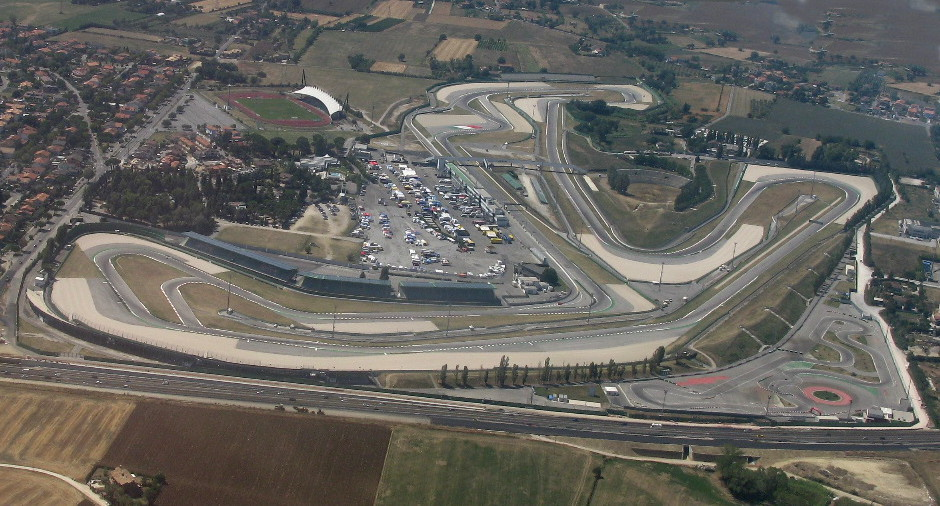
Veduta aerea del circuito

I più famosi piloti della zona – quali i romagnoli Loris Capirossi, Marco Melandri, Marco Simoncelli e Mattia Pasini, il marchigiano Valentino Rossi e il sammarinese Alex De Angelis – si sono ritrovati il 4 dicembre 2006 per un sopralluogo sui lavori al circuito ed hanno espresso tutti entusiasmo nel nuovo tracciato, ma soprattutto dal fatto di avere una gara casalinga molto sentita.
Il 18 gennaio 2008 alla Fiera di Padova, nel corso del 14° Bike Expo, il Misano World Circuit ha presentato il bilancio dell'attività svolta nel 2007, che si è chiuso con oltre 600.000 presenze. Nell'ambito del piano di riqualificazione del circuito, è stata prevista la realizzazione di una nuova corsia di uscita dai box, delle modifiche all'altezza della curva variante del parco, ovvero: l'allungamento di 46 metri della curva stessa, la sostituzione di 3 nuove tribune alle precedenti 4 piccole tribune e di un nuovo centro di terapia fisica per motociclisti.
Il 31 gennaio 2008 il Misano World Circuit ha ricevuto a Barcellona il Premio Internazionale Cisco Networkers Innovation Award 2008 come miglior mobilità e progetto wireless.
Il 28 marzo 2008 il sette volte campione di Formula 1 Michael Schumacher ha girato in sella ad una KTM Super Duke nell'ambito di test validi per il Trofeo KTM valevole per la prima prova della Moto Temporada Romagnola 2008 del 30 aprile 2008.
Nella nuova versione, il 5 settembre 2010 un gravissimo incidente è costato la vita al pilota giapponese della Moto2 Shōya Tomizawa.
Nel 2015, il tracciato romagnolo riceve un nuovo asfalto attraverso la direzione dell'italiana Dromo. I lavori però non si fermano all'asfalto, ma vengono ottimizzate tutte le pendenze e, per la prima volta nel Motomondiale, la FIM accetta di ottimizzare le vie di fuga, riducendo e riprofilando le parti asfaltate ritenute non necessarie. Il progetto viene realizzato in soli 14 giorni.
Nel 2020 è stato nuovamente asfaltato apportando modifiche ai cordoli di curva 6 e curva 16, passando da cordoli doppi a cordoli singoli omologati per le competizioni mondiali.

## Il circuito e i media
Nel circuito sono ambientate l'ultima parte del film Da zero a dieci di Luciano Ligabue e un episodio della serie televisiva I Cesaroni.
Nel 1974 l'impresario David Zard aveva predisposto l'organizzazione di un festival rock che si sarebbe dovuto tenere all'autodromo, e che era generalmente considerato la risposta italiana a Woodstock. Il festival venne ampiamente pubblicizzato sui media, ma venne annullato all'ultimo momento per motivi di ordine publico, causando scontri e incidenti e, di riflesso, l'aumento di popolarità del festival Umbria Jazz.

## Albo d'oro del Motomondiale

### Gran Premio di San Marino e della Riviera di Rimini
| Anno | Classe 125                  | Classe 250                  | Classe 500                 | Classe 50                  |
| ---- | --------------------------- | --------------------------- | -------------------------- | -------------------------- |
| 1985 | Fausto Gresini (Garelli)    | Carlos Lavado (Yamaha)      | Eddie Lawson (Yamaha)      | Jorge Martinez (Derbi)     |
| 1986 | August Auinger (MBA)        | Tadahiko Taira (Yamaha)     | Eddie Lawson (Yamaha)      | Pier Paolo Bianchi (Seel)  |
| 1987 | Fausto Gresini (Garelli)    | Loris Reggiani (Aprilia)    | Randy Mamola (Yamaha)      | Manuel Herreros (Derbi)    |
| Anno | Classe 125                  | Classe 250                  | MotoGP                     | MotoGP                     |
| 2007 | Mattia Pasini (Aprilia)     | Jorge Lorenzo (Aprilia)     | Casey Stoner (Ducati)      | Casey Stoner (Ducati)      |
| 2008 | Gábor Talmácsi (Aprilia)    | Álvaro Bautista (Aprilia)   | Valentino Rossi (Yamaha)   | Valentino Rossi (Yamaha)   |
| 2009 | Julián Simón (Aprilia)      | Héctor Barberá (Aprilia)    | Valentino Rossi (Yamaha)   | Valentino Rossi (Yamaha)   |
| Anno | Classe 125                  | Moto2                       | MotoGP                     | MotoGP                     |
| 2010 | Marc Márquez (Derbi)        | Toni Elías (Moriwaki)       | Daniel Pedrosa (Honda)     | Daniel Pedrosa (Honda)     |
| 2011 | Nicolás Terol (Aprilia)     | Marc Márquez (Suter)        | Jorge Lorenzo (Yamaha)     | Jorge Lorenzo (Yamaha)     |
| Anno | Moto3                       | Moto2                       | MotoGP                     | MotoGP                     |
| 2012 | Sandro Cortese (KTM)        | Marc Márquez (Suter)        | Jorge Lorenzo (Yamaha)     | Jorge Lorenzo (Yamaha)     |
| 2013 | Álex Rins (KTM)             | Pol Espargaró (Kalex)       | Jorge Lorenzo (Yamaha)     | Jorge Lorenzo (Yamaha)     |
| 2014 | Álex Rins (Honda)           | Esteve Rabat (Kalex)        | Valentino Rossi (Yamaha)   | Valentino Rossi (Yamaha)   |
| 2015 | Enea Bastianini (Honda)     | Johann Zarco (Kalex)        | Marc Márquez (Honda)       | Marc Márquez (Honda)       |
| 2016 | Brad Binder (KTM)           | Lorenzo Baldassarri (Kalex) | Daniel Pedrosa (Honda)     | Daniel Pedrosa (Honda)     |
| 2017 | Romano Fenati (Honda)       | Thomas Lüthi (Kalex)        | Marc Márquez (Honda)       | Marc Márquez (Honda)       |
| 2018 | Lorenzo Dalla Porta (Honda) | Francesco Bagnaia (Kalex)   | Andrea Dovizioso (Ducati)  | Andrea Dovizioso (Ducati)  |
| Anno | Moto3                       | Moto2                       | MotoGP                     | MotoE                      |
| 2019 | Tatsuki Suzuki (Honda)      | Augusto Fernández (Kalex)   | Marc Márquez (Honda)       | Matteo Ferrari (Energica)  |
| 2019 | Tatsuki Suzuki (Honda)      | Augusto Fernández (Kalex)   | Marc Márquez (Honda)       | Matteo Ferrari (Energica)  |
| 2020 | John McPhee (Honda)         | Luca Marini (Kalex)         | Franco Morbidelli (Yamaha) | Matteo Ferrari (Energica)  |
| 2021 | Dennis Foggia (Honda)       | Raul Fernandez (Kalex)      | Francesco Bagnaia (Ducati) | Jordi Torres (Energica)    |
| 2021 | Dennis Foggia (Honda)       | Raul Fernandez (Kalex)      | Francesco Bagnaia (Ducati) | Matteo Ferrari (Energica)  |
| 2022 | Dennis Foggia (Honda)       | Alonso López (Boscoscuro)   | Francesco Bagnaia (Ducati) | Mattia Casadei (Energica)  |
| 2022 | Dennis Foggia (Honda)       | Alonso López (Boscoscuro)   | Francesco Bagnaia (Ducati) | Matteo Ferrari (Energica)  |
| 2023 | David Alonso (GasGas Aspar) | Pedro Acosta (Kalex)        | Jorge Martín (Ducati)      | Mattia Casadei (Ducati)    |
| 2023 | David Alonso (GasGas Aspar) | Pedro Acosta (Kalex)        | Jorge Martín (Ducati)      | Nicholas Spinelli (Ducati) |
| 2024 | Ángel Piqueras (Honda)      | Ai Ogura (Boscoscuro)       | Jorge Martín (Ducati)      | Mattia Casadei (Ducati)    |
| 2024 | Ángel Piqueras (Honda)      | Ai Ogura (Boscoscuro)       | Marc Márquez (Ducati)      | Óscar Gutiérrez (Ducati)   |

### Gran Premio dell'Emilia-Romagna
| Anno | Moto3                     | Moto2                    | MotoGP                     | MotoE                         |
| ---- | ------------------------- | ------------------------ | -------------------------- | ----------------------------- |
| 2020 | Romano Fenati (Husqvarna) | Enea Bastianini (Kalex)  | Maverick Viñales (Yamaha)  | Dominique Aegerter (Energica) |
| 2020 | Romano Fenati (Husqvarna) | Enea Bastianini (Kalex)  | Maverick Viñales (Yamaha)  | Matteo Ferrari (Energica)     |
| 2021 | Dennis Foggia (Honda)     | Sam Lowes (Kalex)        | Marc Márquez (Honda)       |                               |
| Anno | Moto3                     | Moto2                    | MotoGP                     | MotoGP                        |
| Anno | Moto3                     | Moto2                    | Sprint                     | Gara                          |
| 2024 | David Alonso (CFMoto)     | Celestino Vietti (Kalex) | Francesco Bagnaia (Ducati) | Enea Bastianini (Ducati)      |

## Galleria d'immagini

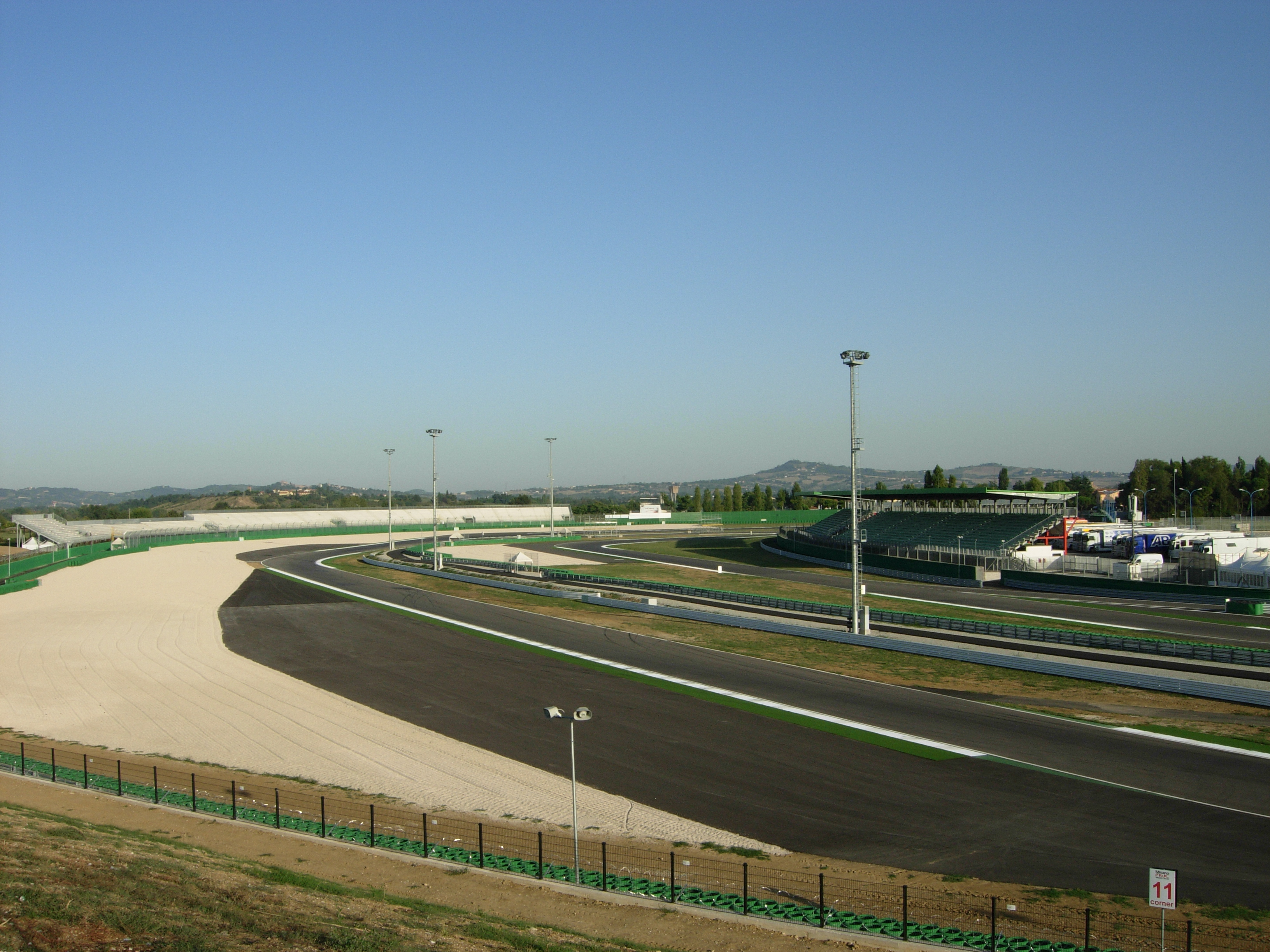
La curva del carro
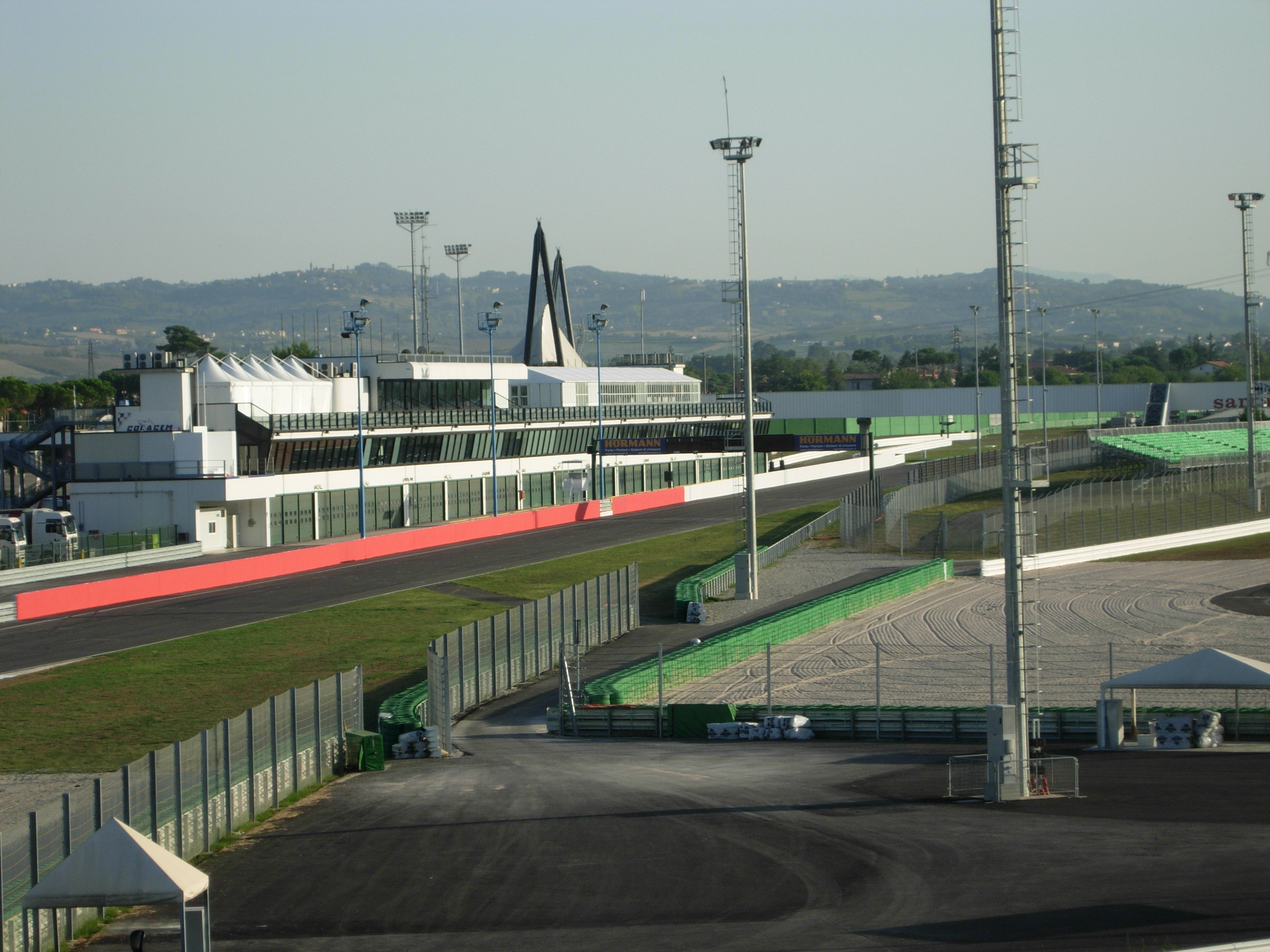
Il rettilineo iniziale
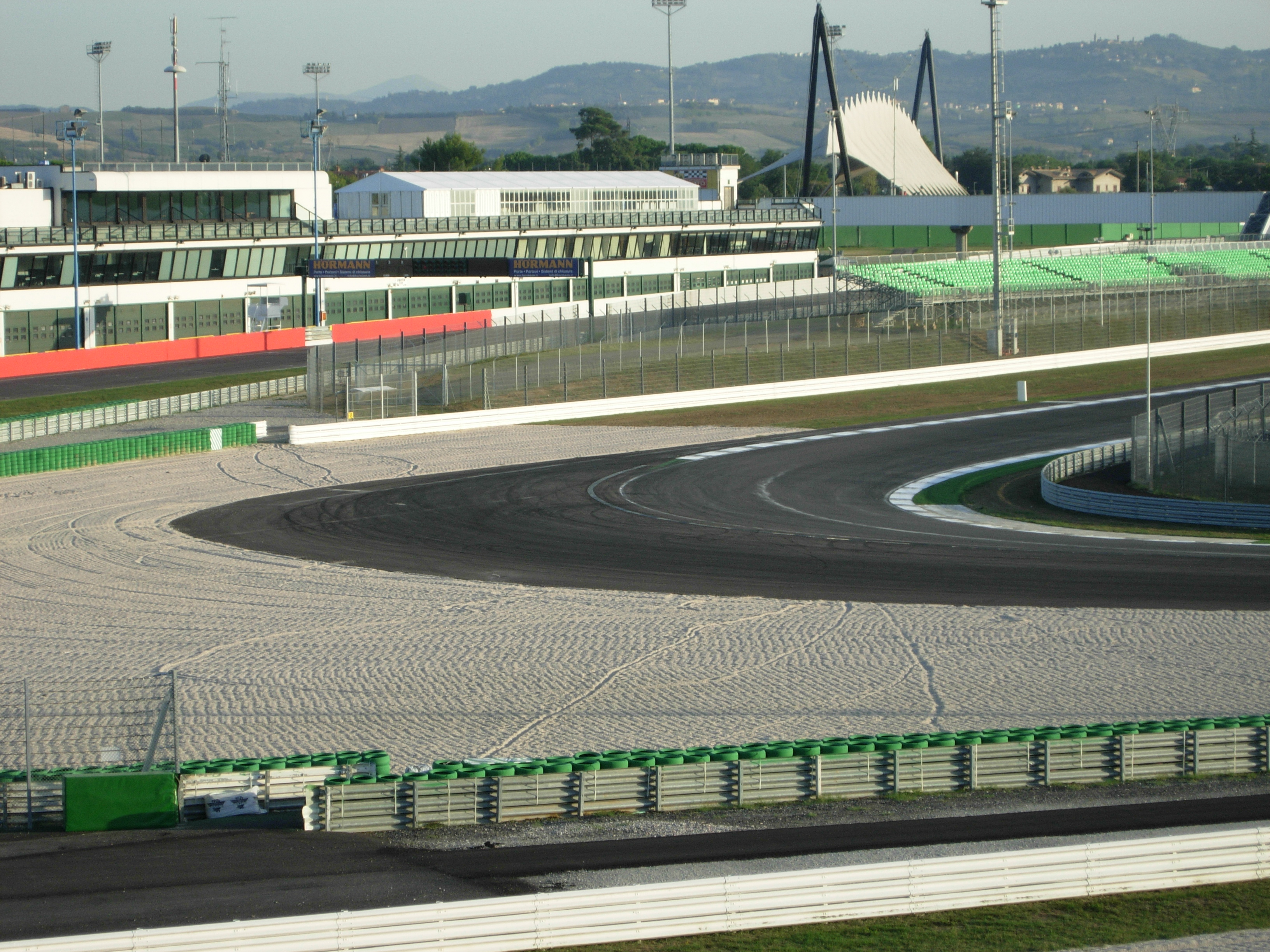
La curva della quercia
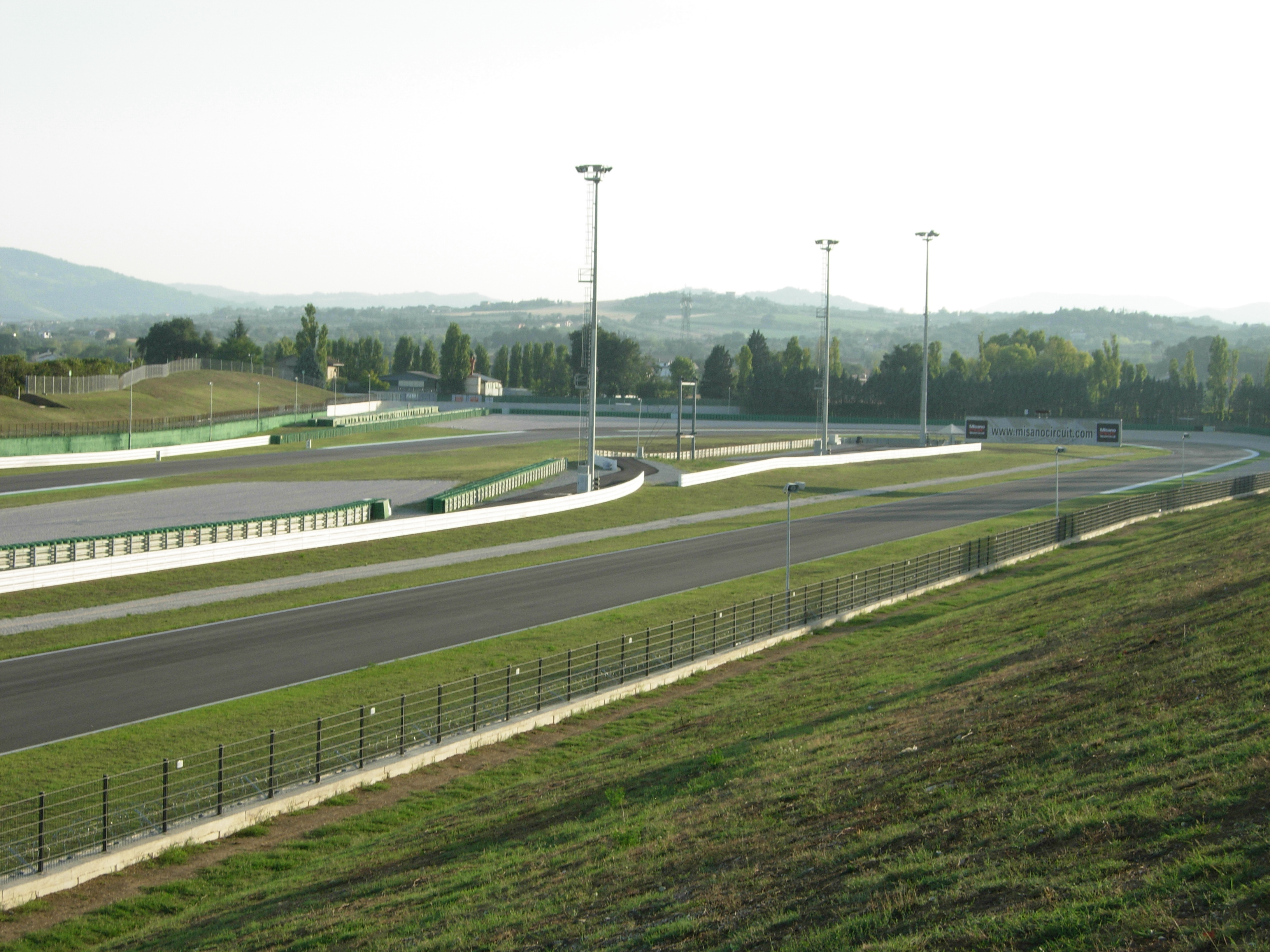
La curva del tramonto